# Macarena Rodríguez
Macarena Rodríguez Pérez (n. 10 de juny de 1978 a Mendoza) és una jugadora argentina d'hoquei sobre gespa, que va formar part de la selecció del seu país i de la qual va ser capitana, amb les quals va participar i va guanyar el Campionat del Món el 2010 i la medalla de plata als Jocs Olímpics de Londres 2012. Va obtenir tres vegades el Champions Trophy (2010, 2012 i 2014), medalles de plata al Champions Trophy 2011 i als Jocs Panamericans de 2011 i 2015 i dues medalles d'or en la Copa Panamericana (2004, 2013). El gener de 2012 va complir 100 partits internacionals amb Las Leonas. Becada per la Secretaria d'Esports de la Nació.

## Carrera esportiva
Es va formar esportivament en el Club Andí Mendoza. En 2001, va ser convocada per primera vegada per integrar la selecció major argentina (Las Leonas), però recentment en 2010 va obtenir la titularitat, arran del seu acompliment excel·lent en el Campionat Mundial d'aquest any, en el qual Las Leonas van sortir campiones. Macarena va obtenir la medalla d'or en el Champions Trophy de 2010 i medalles de plata al Champions Trophy de 2011 i els Jocs Panamericans de Guadalajara 2011 i Toronto 2015. El 2012, va aconseguir el seu segon Champions Trophy i aquest mateix any va ser seleccionada per competir als Jocs Olímpics de Londres 2012. El 2014, va obtenir la medalla de bronze al Campionat Mundial i la medalla d'or al Champions Trophy realitzat a la seva ciutat natal, Mendoza.
Al partit contra Alemanya pel Champions Trophy 2012, va complir 100 partits oficials amb Las Leonas.
En 2015, va ser part de l'equip que va competir als Jocs Panamericans, on va obtenir la medalla de plata.
Actualment, és jugadora de la primera divisió del club Club Atlètic River Plate.